# 2080-luvulla
2080-luvulla (finlandese: "Negli anni 2080") è un singolo della cantante pop finlandese Sanni, nonché singolo di lancio del secondo album di studio, Lelu. È stato pubblicato il 13 febbraio 2015 attraverso la Warner Music Finland.
È stato inoltre girato un video musicale del singolo ed è stato pubblicato il 5 marzo 2015.
Il singolo è entrato nelle classifiche finlandesi, raggiungendo la terza posizione in quella dei brani più venduti, la prima posizione in quella dei brani più venduti e più mandati in onda in radio, ed è diventato disco di platino in Finlandia per aver venduto oltre 40 000 copie.

## Tracce
Testi e musiche di Hank Solo e Sanni Kurkisuo.
1. 2080-luvulla – 4:17

## Classifica
| Classifica           | Massima posizione |
| -------------------- | ----------------- |
| Finlandia            | 3                 |
| Finlandia (download) | 1                 |
| Finlandia (radio)    | 1                 |